# Craspedosorus sinensis
Craspedosorus sinensis là một loài thực vật có mạch trong họ Polypodiaceae. Loài này được Ching & W.M. Chu miêu tả khoa học đầu tiên năm 1978.